# Eubrachycercus smithi
Eubrachycercus smithi är en spindelart som beskrevs av Pocock 1897. Eubrachycercus smithi ingår i släktet Eubrachycercus och familjen Barychelidae.
Artens utbredningsområde är Somalia. Inga underarter finns listade i Catalogue of Life.